# زمانی مرا خیلی دوست داشت
«زمانی مرا خیلی دوست داشت» (به انگلیسی: She Used to Love Me a Lot) آهنگی در سبک کانتری با اجرای دیوید آلن کو است. این آهنگ در دسامبر ۱۹۸۴ بعنوان آهنگ اول آلبوم کو یعنی Darlin', Darlin منتشر شد. این آهنگ هم در فهرست آهنگ‌های کانتری برتر بیلبورد آمریکا و هم در Canadian RPM Country Tracks در رتبه ۱۱ قرار گرفت. ترانه‌سرایان این تک‌آهنگ، چارلز کیلن، کای فلمینگ و دنیس مورگان هستند. در اوایل دهه ۸۰، یک نسخه با صدای جانی کش ضبط شد ولی منتشر نشد تا اینکه در سال ۲۰۱۴ عرضه شد. در سال ۲۰۱۴، جان هیلکوت(کارگردان فیلمهایی مثل جاده و پیشنهاد) موزیک ویدئویی برای نسخه جانی کَش ساخت.

## رتبه‌ها
جدول وارد شدهٔ غیرمجاز: بیلبوردکانتری‌سانگز|۱۱
| جدول (۱۹۸۴-۱۹۸۵)           | رتبه |
| -------------------------- | ---- |
| جدوا آهنگ‌های کانتری کانادا | 11   |